# Laureano Martínez
Laureano Martínez (Rosario, Argentina, 3 de abril de 2002) es un futbolista argentino. Juega como arquero en Talleres de la Primera División de Argentina.

## Trayectoria
Laureano Martínez surgió de las divisiones inferiores de Talleres. Con tan solo 16 años fue convocado a la selección de fútbol sub-17 de Argentina.
Entrena con el plantel superior desde 2021 e ingresó al banquillo de suplentes por primera vez en un partido ante Newell's ese mismo año.

## Selección nacional
Laureano registra pasos por las selecciones sub-15 y sub-17 de Argentina.

## Clubes
| Club     | País      | Año           |
| -------- | --------- | ------------- |
| Talleres | Argentina | 2021-presente |